# Ниндзя-драконы
«Ниндзя-драконы» (англ. Magic Kid) — кинофильм.

## Сюжет
Кевин и его сестра из Мичигана направляются в Калифорнию, чтобы провести лето у своего дяди Боба. Однако находят они его пьющим человеком, который должен мафиози по имени Тони 10 тысяч долларов. Сразу после их приезда к дяде прибывают люди Тони с требованием вернуть деньги, угрожая в противном случае расправой. И тогда Кевин, 11-летний чемпион по каратэ, решает вступиться за своего родственника.

## В ролях
- Стивен Ферст — Боб
- Тед Ян Робертс — Кевин
- Джозеф Кампанелла — Тони
- Дон Уилсон